# Meriones dahli
Meriones dahli är en däggdjursart som beskrevs av Shidlovsky 1962. Meriones dahli ingår i släktet Meriones och familjen råttdjur. IUCN kategoriserar arten globalt som starkt hotad. Inga underarter finns listade i Catalogue of Life.
Artepitet i det vetenskapliga namnet hedrar den norska zoologen Knut Dahl.
Denna ökenråtta förekommer i gränsområdet mellan Armenien, Iran och Turkiet. Kanske finns arten även i Azerbajdzjan. Utbredningsområdet ligger 600 till 1000 meter över havet. Arten lever i sandiga habitat som är täckta av gräs, örter, buskar och några enstaka träd.
Meriones dahli gräver två olika varianter av tunnelsystem, en enklare variant för kort vistelse och ett komplext system som långvarig boplats. Tunnlarna av det andra systemet kan vara 7 meter långa när de räknas ihop och nästet ligger 0,5 till 2 meter under markytan. Det finns vanligen 4 eller 5 utgångar. Arten äter under den varma årstiden gröna växtdelar som gräs och örter. Före vinterdvalan äts främst frön. Upp till 5 individer övervintrar i samma bo.
Mellan våren och sensommaren kan honor ha upp till tre kullar. De flesta ungar föds i april och juli. Dräktigheten varar 20 till 22 dagar och en kull har 2 till 7 ungar, vanligen 4 till 6.